# Abrabanel
Abrabanel (Abrawanel, Abarbanel, Don Izaak ben Jehuda (Juda), ur. 1437 w Lizbonie, zm. 1508 w Wenecji) – żydowski filozof, rabin, teolog i finansista i polityk. Zajmował się egzegezą tekstów Tanach. Opublikował komentarz do Tory, wydany (po wprowadzeniu poprawek nakazanych przez Inkwizycję) w 1584 w Wenecji.